# Chaerophyllum meyeri
Chaerophyllum meyeri là một loài thực vật có hoa trong họ Hoa tán. Loài này được Boiss. & Buhse mô tả khoa học đầu tiên năm 1860.